# پوی-دو-دم
پوُی-دو-دُم (به فرانسوی: Puy-de-Dôme) بخش اصلی ایالت اوورنی-رون-آلپ می‌باشد .